# Distribución binaria
La distribución binaria es la presencia de dos o más ciudades muy grandes y dominantes en un país.

## Países con distribución binaria.
- Australia (Melbourne, Sídney)
- Brasil (São Paulo, Río de Janeiro)
- Canadá (Toronto, Montreal)
- China (Shanghái, Pekín)
- India (Mumbai, Delhi)
- Italia (Roma, Milán)
- Japón (Tokio, Osaka-Kobe-Kyoto)
- Países Bajos (Ámsterdam, Róterdam)
- Rusia (Moscú, San Petersburgo)
- España (Madrid, Barcelona)
- Turquía (Ankara, Estambul)
- Estados Unidos (Nueva York, Los Ángeles)